# Чекалов, Александр Калимович
Александр Калимович Чека́лов (15 марта 1928 — 6 марта 1970) — российский искусствовед.

## Биография
После окончания школы преподавал в младших классах рисование. Увлекался археологией, в начале 1950-х годов участвовал в экспедициях на Таманском городище под руководством Б. А. Рыбакова. В 1953 г. окончил Московское высшее художественно-промышленном училище имени Строганова (теперь — Московская государственная художественно-промышленная академия имени С. Г. Строганова) по специальности «Художественная обработка дерева».
Преподавал в Строгановском училище; с 1966 и. о. заведующего кафедрой истории искусства. Кандидат искусствоведения (1960), знаток и исследователь народной материальной культуры Русского Севера.

## Научные интересы и публикации
Круг научных интересов А. К. Чекалова включал в себя проблемы народного искусства, дизайна, городской среды и жилого интерьера. Автор многочисленных статей по проблемам народного и декоративно-прикладного искусства, опубликованных на страницах журналов «Декоративное искусство СССР», «Творчество» и т. д., а также монографий: «Искусство в быту» (М., 1961), «Основы понимания декоративно-прикладного искусства» (М., 1962), «Bäuerliche russische Holzskulptur» (Dresden, 1967).

## Посмертные публикации
Опубликованная в популярной издательской серии «Дороги к прекрасному» книга «По реке Кокшеньге» далеко не сводится к туристическому путеводителю; по мнению М. В. Алпатова, «в каждом определении, в каждом эпитете автора проглядывает настойчивое стремление доискаться смысла народного творчества, понять назначение предмета, раскрыть его пластический характер».
В монографии «Народная деревянная скульптура русского Севера» анализируется взаимодействие сакрального и художественного начал в традиционной скульптуре и предпринята попытка показать искусство северного ваяния «во всём многообразии его проявлений, местных типов, исторических этапов, художественно-стилистических слоёв, местных центров».
Изданная в ГДР книга А. К. Чекалова «Русская народная игрушка» (Tschekalow, Alexander. Russisches Volksspielzeug. Dresden: Verlag der Kunst, 1972) никогда не выходила в полном объеме на русском языке.
«Одна из ключевых проблем монографии — образная структура игрушки, несводимость ее к внешнему сюжетному смыслу: „народное изделие символично и иносказательно“»